# Gran Puente Hakata-Ōshima

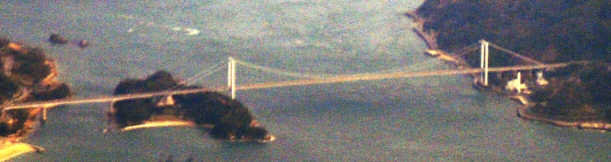
Vista aérea del Gran Puente Hakata-Ōshima.

El Gran Puente Hakata-Ōshima (伯方・大島大橋 Hakata-Ōshima Ōhashi?) es un puente colgante de Japón, uno de los diez puentes que forman parte de la Autovía de Nishiseto. En realidad son dos puentes que están integrados en uno. 

## Datos
- Fecha de inauguración: 17 de enero de 1988.
- Longitud total: 1.230 m
- Denominación de la ruta: Ruta Nacional 317 (Autovía de Nishiseto)
- Velocidad máxima permitida: 80 km/h
- Carriles: 1 por mano (pero proyectado para 2 por mano).
- Circulación: peatones, bicicletas, motos, autos y camiones.

## Puentes

### Puente de Hakata
- Fecha de inauguración: 17 de enero de 1988.
- Longitud: 325 m
- Vano: 145 m
- Denominación de la ruta: Ruta Nacional 317 (Autovía de Nishiseto)
- Velocidad máxima permitida: 80 km/h
- Carriles: 1 por mano (pero proyectado para 2 por mano).
- Circulación: peatones, bicicletas, motos, autos y camiones.

### Gran Puente de Ōshima
- Fecha de inauguración: 17 de enero de 1988.
- Longitud: 905 m
- Vano: 560 m
- Denominación de la ruta: Ruta Nacional 317 (Autovía de Nishiseto)
- Velocidad máxima permitida: 80 km/h
- Carriles: uno en cada sentido (pero proyectado para dos en cada sentido).
- Circulación: peatones, bicicletas, motos, autos y camiones.